# 宮沢由佳
宮沢 由佳（宮澤 由佳、みやざわ ゆか、1962年11月19日 - ）は、日本の政治家。立憲民主党所属の元参議院議員（1期）。

## 経歴
愛知県名古屋市生まれ。名古屋市立保育短期大学卒業後、名古屋市職員として保育園に6年間勤務。
1991年、甲府市に「ちびっこはうす」設立。2002年、「NPO法人子育て支援センターちびっこはうす」設立し、理事を務める。また、社会福祉法人こどものあした福祉会　理事長・やまなし子育て支援プラン策定委員・山梨県ニュービジネス協議会理事・山梨県立大学非常勤講師・山梨県総合計画審議会委員等歴任。
2016年1月25日、民主党県連は、第24回参議院議員通常選挙の山梨県選挙区に宮沢を擁立する方針を決めた。同年7月10日に行われた参院選において、山梨県選挙区より野党統一候補として立候補し初当選。
2018年5月7日に民進党を離党して無所属のまま立憲民主党会派入りしたが、同年8月21日に正式に入党した。8月25日、同党は山梨県連を設立し、宮沢は県連代表に就任した。
2020年に（当時の）立憲民主党と国民民主党が合流して新たに立憲民主党が立ち上がり、山梨県連が発足した際には小沢雅仁が県連代表に就任。宮沢は中島克仁とともに県連代表代行に就いた。
2022年7月10日に行われた第26回参議院議員通常選挙においては自由民主党所属の永井学に敗れ落選した。

## 政策・主張

### 憲法
- 憲法改正について、2016年の朝日新聞社のアンケートで「どちらかと言えば反対」と回答[9]。同年の毎日新聞社のアンケートで「反対」と回答[10]。2022年のNHKのアンケートで「反対」と回答[11]

- 9条改憲について、2016年、2022年の毎日新聞社のアンケートで「反対」と回答[10][12]。9条への自衛隊の明記について、2022年のNHKのアンケートで「反対」と回答[11]。

- 憲法を改正し緊急事態条項を設けることについて、2022年のNHKのアンケートで「反対」と回答[11]。

### 外交・安全保障
- 「他国からの攻撃が予想される場合には先制攻撃もためらうべきではない」との問題提起に対し、2016年のアンケートで「反対」と回答[9]。

- 敵基地攻撃能力を持つことについて、2022年のNHKのアンケートで「どちらかと言えば反対」と回答[11]。

- 「北朝鮮に対しては対話よりも圧力を優先すべきだ」との問題提起に対し、2016年のアンケートで「どちらとも言えない」と回答[9]。

- 安全保障関連法の成立について、2016年の毎日新聞社のアンケートで「廃止すべき」と回答[10]。

- 普天間基地の辺野古移設について、2016年の毎日新聞社のアンケートで「反対」「国外に移設すべき」と回答[10]。2022年の毎日新聞社のアンケートで「反対」と回答[12]。

- ロシアは2022年2月24日、ウクライナへの全面的な軍事侵攻を開始した[13]。日本政府が行ったロシアに対する制裁措置についてどう考えるかとの問いに対し、2022年のNHKのアンケートで「さらに強めるべきだ」と回答[11]。同年の毎日新聞社のアンケートで「制裁をより強めるべきだ」と回答[12]。

- 2022年6月7日、政府は経済財政運営の指針「骨太方針」を閣議決定した。NATO加盟国が国防費の目標としている「GDP比2％以上」が例示され、防衛力を5年以内に抜本的に強化する方針が明記された[14]。「防衛費を今後どうしていくべきだと考えるか」との問いに対し、2022年のNHKのアンケートで「ある程度減らすべき」と回答[11]。

- 徴用工訴訟問題や慰安婦問題などをめぐり日韓の対立が続くなか、関係改善についてどう考えるかとの問いに対し、2022年の毎日新聞社のアンケートで「韓国政府がより譲歩すべきだ」と回答[12]。

### ジェンダー
- 選択的夫婦別姓制度の導入について、2016年のアンケートで「どちらかと言えば賛成」と回答[9]。2022年のNHKのアンケートで「賛成」と回答[11]。

- 同性婚を可能とする法改正について、2016年のアンケートで「どちらとも言えない」と回答[9]。2022年のNHKのアンケートで「賛成」と回答[11]。

- クオータ制の導入について、2016年のアンケートで「どちらかと言えば賛成」と回答[9]。2022年のNHKのアンケートで「賛成」と回答[11]。

### その他
- 永住外国人への地方参政権付与について、2016年のアンケートで「どちらとも言えない」と回答[9]。

- 首相の靖国神社参拝について、2016年のアンケートで「どちらかと言えば反対」と回答[9]。

- 「治安を守るためにプライバシーや個人の権利が制約されるのは当然だ」との問題提起に対し、2016年のアンケートで「どちらとも言えない」と回答[9]。

- 「原子力発電所は日本に必要だと思うか」との問いに対し、2016年の毎日新聞社のアンケートで「当面は必要だが、将来的には廃止すべき」と回答[10]。

- 2016年の米国大統領選挙について「ドナルド・トランプとヒラリー・クリントンのどちらを支持するか」との問いに対し、2016年の毎日新聞社のアンケートで「クリントン」と回答[10]。

- 2016年2月8日、高市早苗法務大臣は、放送局が政治的公平性を欠く放送を繰り返した場合、放送法4条違反を理由に電波停止を命じる可能性に言及した[15][16]。安倍晋三首相は2月15日の衆議院予算委員会で野党の批判に反論し、高市の発言を擁護した[17]。政府の姿勢をどう思うかとの問いに対し、2016年の毎日新聞社のアンケートで「問題だ」と回答[10]。

- 国会議員の被選挙権年齢の引き下げについて、2022年の毎日新聞社のアンケートで「賛成」と回答[12]。

## 選挙歴
| 当落 | 選挙                     | 執行日         | 年齢 | 選挙区       | 政党       | 得票数     | 得票率 | 定数 | 得票順位 /候補者数 | 政党内比例順位 /政党当選者数 |
| ---- | ------------------------ | -------------- | ---- | ------------ | ---------- | ---------- | ------ | ---- | ------------------ | ---------------------------- |
| 当   | 第24回参議院議員通常選挙 | 2016年07月10日 | 53   | 山梨県選挙区 | 民進党     | 17万3713票 | 43.02% | 1    | 1/4                | /                            |
| 落   | 第26回参議院議員通常選挙 | 2022年07月10日 | 59   | 山梨県選挙区 | 立憲民主党 | 16万3740票 | 43.77% | 1    | 2/4                | /                            |